# Veduta di Het Steen la mattina presto

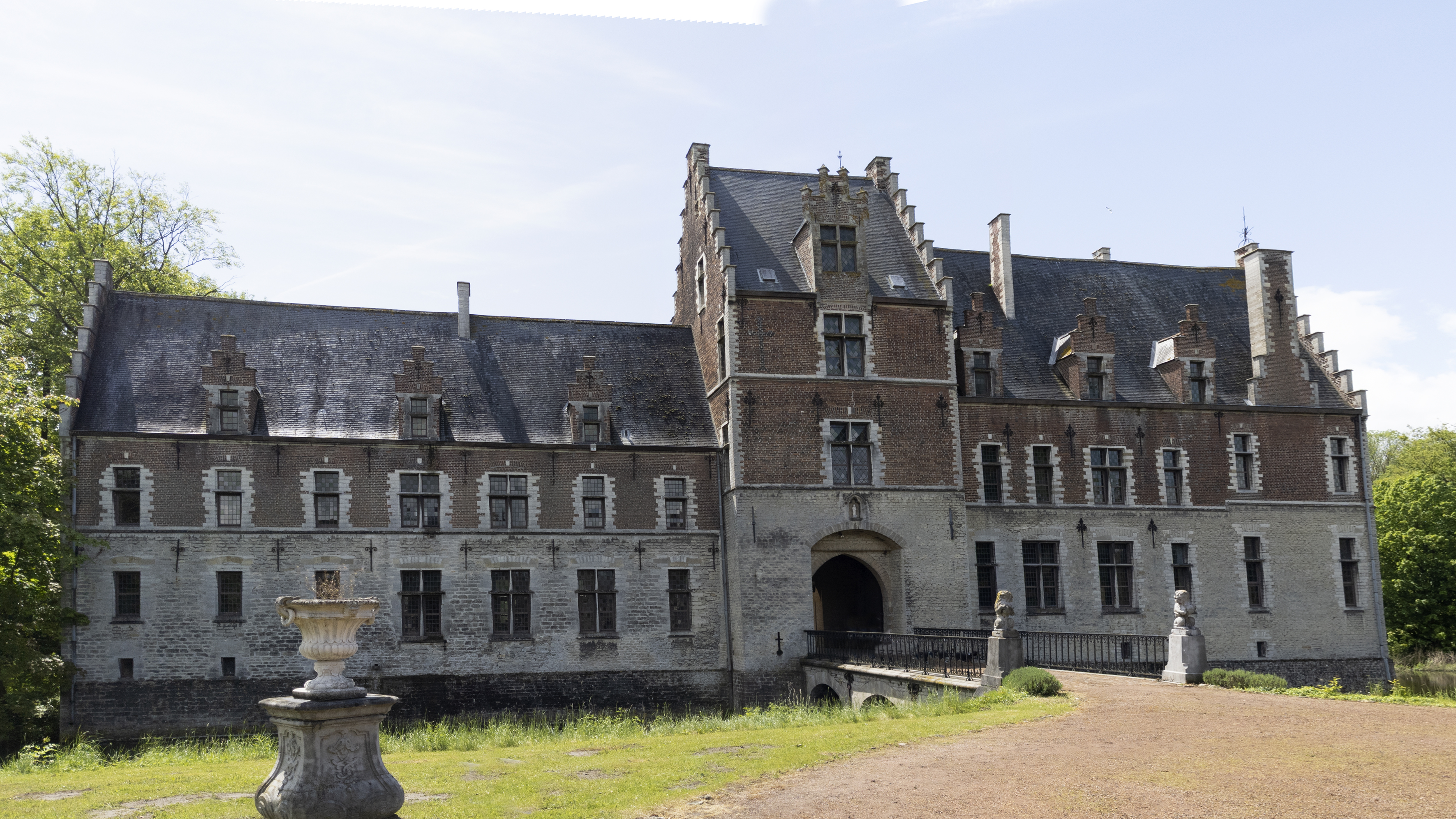
La tenuta di Het Steen oggi

La Veduta di Het Steen la mattina presto è un dipinto a olio su tela (131,2x229,2 cm) di Peter Paul Rubens, databile al 1636 circa e conservato nella National Gallery di Londra.

## Storia
Raro esempio di opera eseguita dall'artista per sé stesso, mostra una veduta della tenuta di Het Steen, acquistata dall'artista nei pressi di Anversa nel 1635, ambientata in un paesaggio autunnale, di prima mattina. Qui l'artista trascorreva il tempo con la seconda moglie e i figli, riposandosi dopo la lunga carriera come pittore e diplomatico.
Inizialmente l'artista aveva deciso di eseguire un dipinto molto più piccolo, incentrato sulla veduta della casa, unendo come supporto tre piccole tavole di quercia, probabilmente d'avanzo. Man mano che l'idea del dipinto si sviluppò vennero aggiunte altre tavole, fino ad arrivare a diciassette diversi pezzi.
Tra gli artisti che furono influenzati dal dipinto ci fu John Constable, quando lavorò per sir George Beaumont, già proprietario del dipinto. Fu quest'ultimo a donarlo al museo londinese, nel 1823.

## Descrizione e stile
L'ampiezza della veduta, ben superiore a quanto posseduto, comunica comunque l'orgoglio e il compiacimento personale dell'artista nell'essere riuscito a diventare un ricco proprietario terriero. La bontà della terra è testimoniata dagli animali che vi pascolano e dalle paffute pernici che vi scorrazzano, adocchiate da un cacciatore in basso al centro. A sinistra si vede un maniero dalle forme cinquecentesche, con alcune figure davanti che potrebbero essere Rubens, i suoi familiari e una balia. Poco sotto due servitori portano al mercato un carro pieno di prodotti della terra.
Alcuni alberi, disposti ad arte, bilanciano la composizione, rendendola interessante ed equilibrata. Alcuni uccelli si levano in volo nel cielo colmo della luce dorata dell'alba, forse un'alba simbolica della nuova condizione di riposo nella vita dell'artista. La lontananza della veduta, sfumata con virtuosismo, trasmette una sorta di ebbrezza e meraviglia legata alla grandiosità della natura. Tale sensazione era ben nota dall'artista dalla lettura di poesie come le Georgiche di Virgilio. Ne traspare un messaggio ottimista e bucolico.
Lo stile fluido dell'artista si manifesta nelle pennellate espressive, stese con molta libertà e creando le forme col colore e con la luce piuttosto che con linee di contorno precise. I paesaggi di Rubens sono caratterizzati da una luce particolarmente dorata che accende ogni particolare, per il senso di movimento che, tramite le linee di forza, anima anche gli oggetti più statici e per le vedute di ampio respiro e magniloquenti.